# Селиверстов, Павел Вадимович
Павел Вадимович Селивёрстов (бел. Павел Вадзімавіч Селіверстаў; род. 2 сентября 1996) — белорусский прыгун в высоту, бронзовый призёр чемпионата Европы 2017 года. Мастер спорта международного класса.

## Биография
Павел Селиверстов вырос в семье спортсменов, прыгунов в высоту. Учится в БНТУ на специальности инженер-тренер.
Ради спорта бросил профессиональное увлечение в игру World of Tanks.

## Спортивная карьера
5 февраля 2017 года на 3-м этапе IAAF World Indoor Tour в Карлсруе Павел взял высоту 2,30 метра, установив свой личный рекорд и показав лучший результат сезона в мире.
В марте 2017 года на чемпионате Европы в помещении Павел не смог повторить свой рекорд и завоевал бронзовую награду с результатом 2,27 метра.